# NGC 1566
NGC 1566 est une galaxie spirale intermédiaire de grand style située dans la constellation de la Dorade. Certains la surnomment la galaxie de la Danseuse espagnole. NGC 1566 a été découverte par l'astronome écossais James Dunlop en 1885.

## Caractéristiques
La classe de luminosité de NGC 1566 est II-III et elle présente une large raie HI. NGC 1566 est une galaxie active de type Seyfert 1. C'est la galaxie de Seyfert la plus brillante de l'hémisphère sud. 
En raison d'une brillance de surface égale à 14,02 mag/am2, on peut qualifier NGC 1566 de galaxie à faible brillance de surface (LSB en anglais pour low surface brightness). Les galaxies LSB sont des galaxies diffuses (D) avec une brillance de surface inférieure de moins d'une magnitude à celle du ciel nocturne ambiant.

### Distance
Sa vitesse par rapport au fond diffus cosmologique est de1 493 ± 2 km/s, ce qui correspond à une distance de Hubble de 22,0 ± 1,5 Mpc (∼71,8 millions d'al).
À ce jour, 18 mesures non basées sur le décalage vers le rouge (redshift) donnent une distance de 9,587 ± 4,741 Mpc (∼31,3 millions d'al), ce qui est à l'extérieur des valeurs de la distance de Hubble. Puisque cette galaxie est relativement rapprochée du Groupe local, il est probable que cette valeur soit plus près de la distance réelle de NGC 1566. Notons cependant que c'est avec la valeur moyenne des mesures indépendantes, lorsqu'elles existent, que la base de données NASA/IPAC calcule le diamètre d'une galaxie.

### Luminosité dans l'infrarouge
La luminosité de NGC 1566 dans l'infrarouge lointain (de 40 à 400 µm)  est égale à 2,57 × 1010 {\displaystyle L_{\odot }} (1010,41{\displaystyle L_{\odot }}) et sa luminosité totale dans l'infrarouge (de 8 à 1 000 µm) est de 3,24 × 1010 {\displaystyle L_{\odot }} (1010,51{\displaystyle L_{\odot }}).

## Morphologie
NGC 1566 a été utilisée par Gérard de Vaucouleurs comme une galaxie de type morphologique (R1')SAB(s)bc dans son atlas des galaxies,. Dans la  bande K infrarouge, NGC 1566 présente une barre centrale de 44 secondes d'arc dont l'ellipticité maximale est de 0,40. L'angle de position de celle-ci est de 0°.

### Un disque entourant le noyau
Grâce aux observations du télescope spatial Hubble, on a détecté un disque de formation d'étoiles autour du noyau de NGC 1566. La taille de son demi-grand axe est estimée à 820 pc (~2675 années-lumière).

## Supernova
La supernova SN 2010el a été découverte dans NGC 1566 le 19 juin 2010 par l'astronome amateur sud africain Berto Monard. Cette supernova était de type Ia.

## Trou noir supermassif
Dans un article publié en 2015, les auteurs ont passé en revue les divers articles déjà publiés et ils ont utilisé plusieurs méthodes pour estimer la masse du trou noir central. La valeur moyenne obtenue est de  (5,3 ± 2,9) × 106 {\displaystyle M_{\odot }}.
Selon les auteurs d'un article publié en 2012, la connaissance de la masse d'un trou noir central et du taux d'accrétion par celui-ci permet d'estimer le taux de formation d'étoiles dans la région centrale des galaxies de type Seyfert. Ce taux pour NGC 1566 serait à l'intérieur et à l'extérieur d'un rayon de 1 kpc respectivement de 0,18 {\displaystyle M_{\odot }}/an  et de 2,5 {\displaystyle M_{\odot }}/an
.

## Groupe de NGC 1566 de la Dorade
Selon une étude publiée en 2005 par Kilborn et al., NGC 1566 est la galaxie la plus brillante d'un groupe de galaxies qui porte son nom. Le groupe de NGC 1566 comprend au moins 23 autres galaxies dont IC 2049, NGC 1536, NGC 1543, NGC 1533, IC 2038, NGC 1546, IC 2058, IC 2032, NGC 1596, NGC 1602, NGC 1515, NGC 1522, IC 2085, NGC 1549, NGC 1553, NGC 1574, NGC 1581, NGC 1617. Le groupe de NGC 1566 fait partie d'un groupe plus vaste, le groupe de la Dorade. Certains donne le nom de groupe de NGC 1566 au groupe de la Dorade parce que c'est le groupe dominant de cet ensemble.
A.M Garcia place aussi cette galaxie dans un groupe plus restreint de 7 galaxies auquel il donne aussi le nom de groupe de NGC 1566. Toutes les galaxies du groupe de NGC 1566 de Garcia font aussi partie du groupe plus vaste de Kilborn et al. Voir l'article détaillé du groupe de la Dorade pour plus de détails.

## Galerie

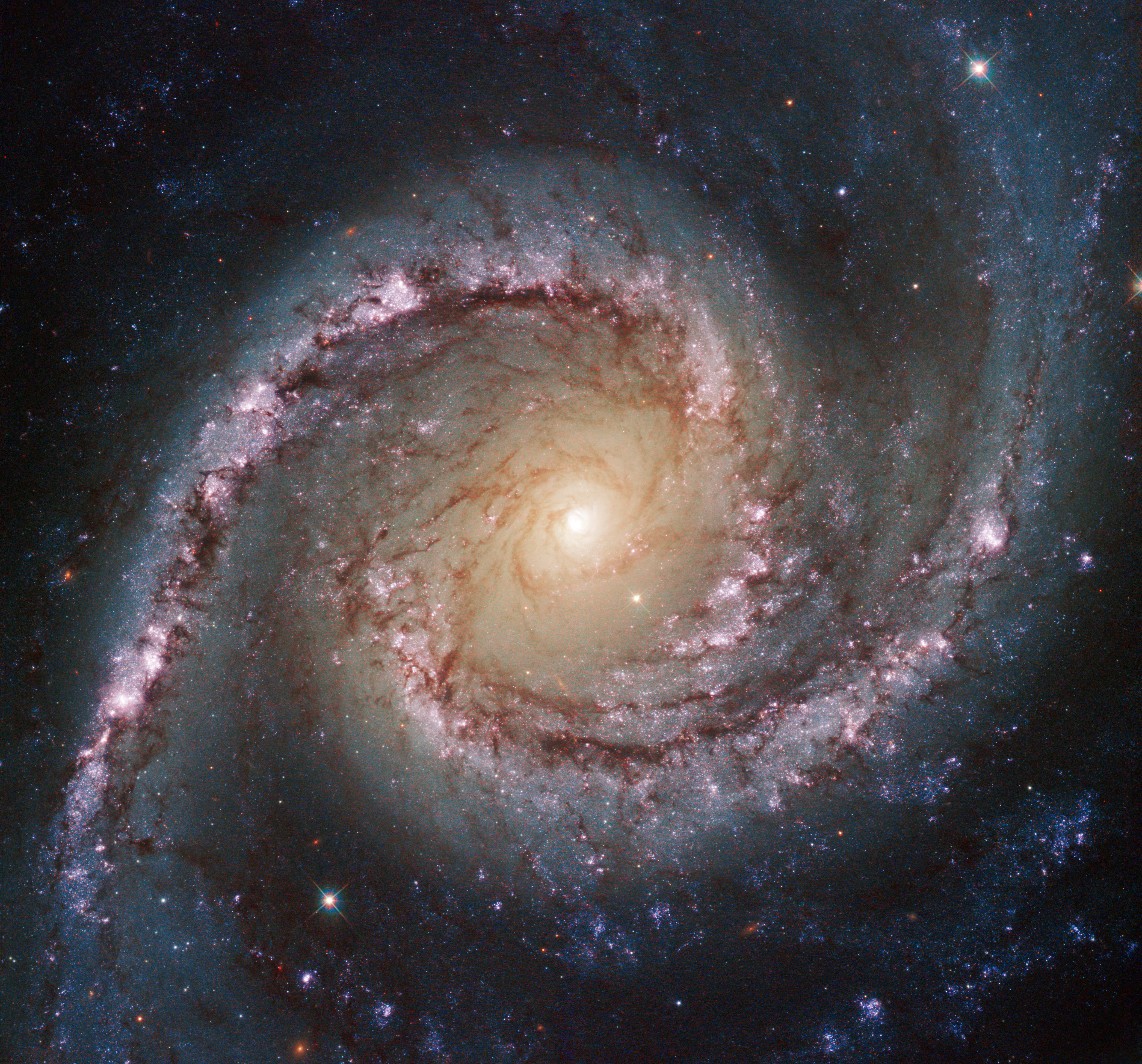
NGC 1566 télescope spatial Hubble.
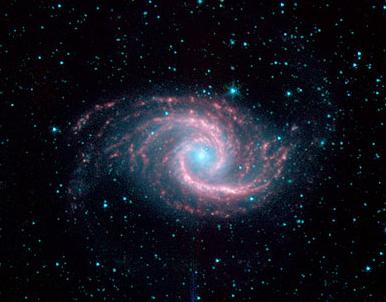
Image en infrarouge de NGC 1566 prise par le télescope spatial Spitzer.
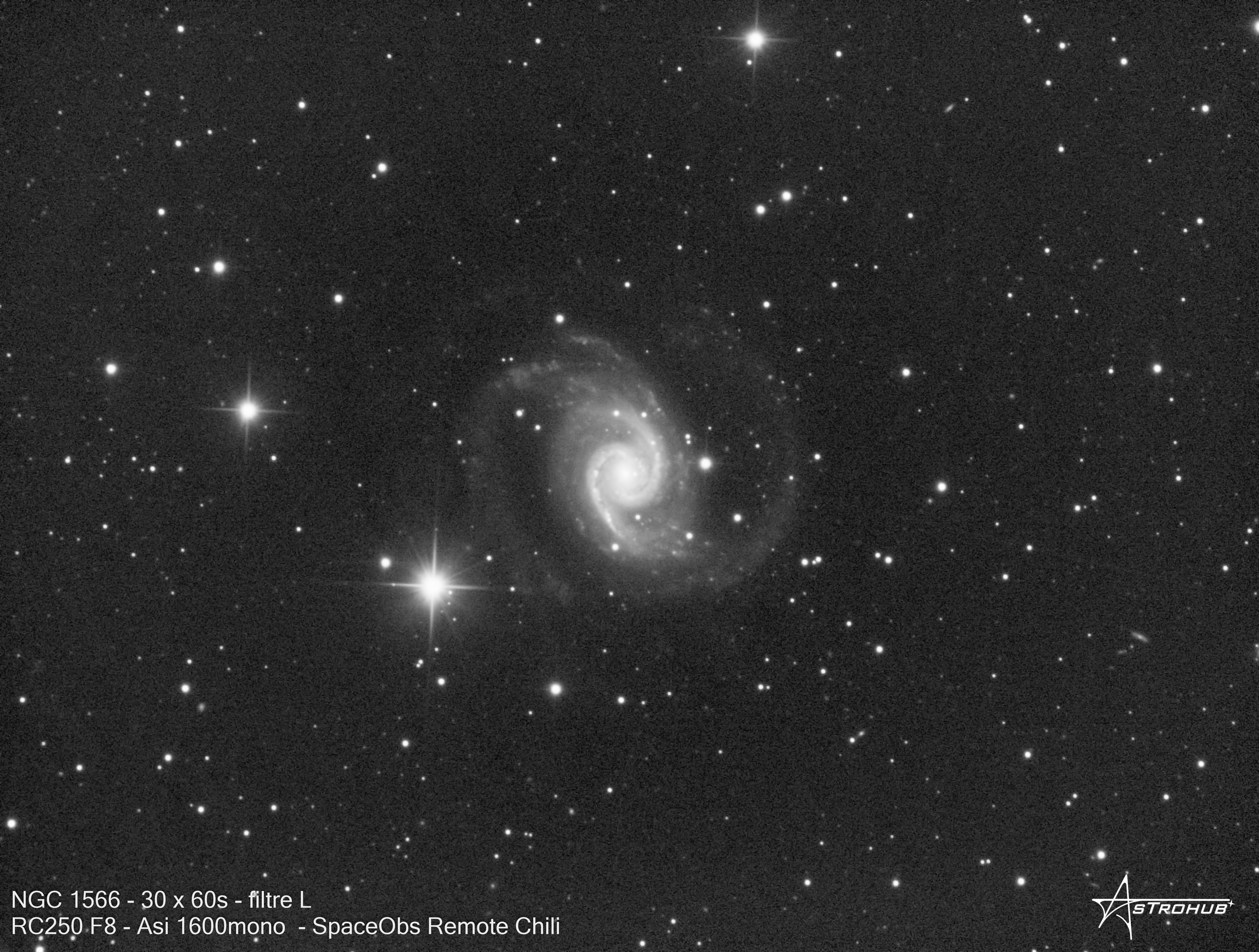
NGC1566 réalisée par un télescope amateur RC250 F8.
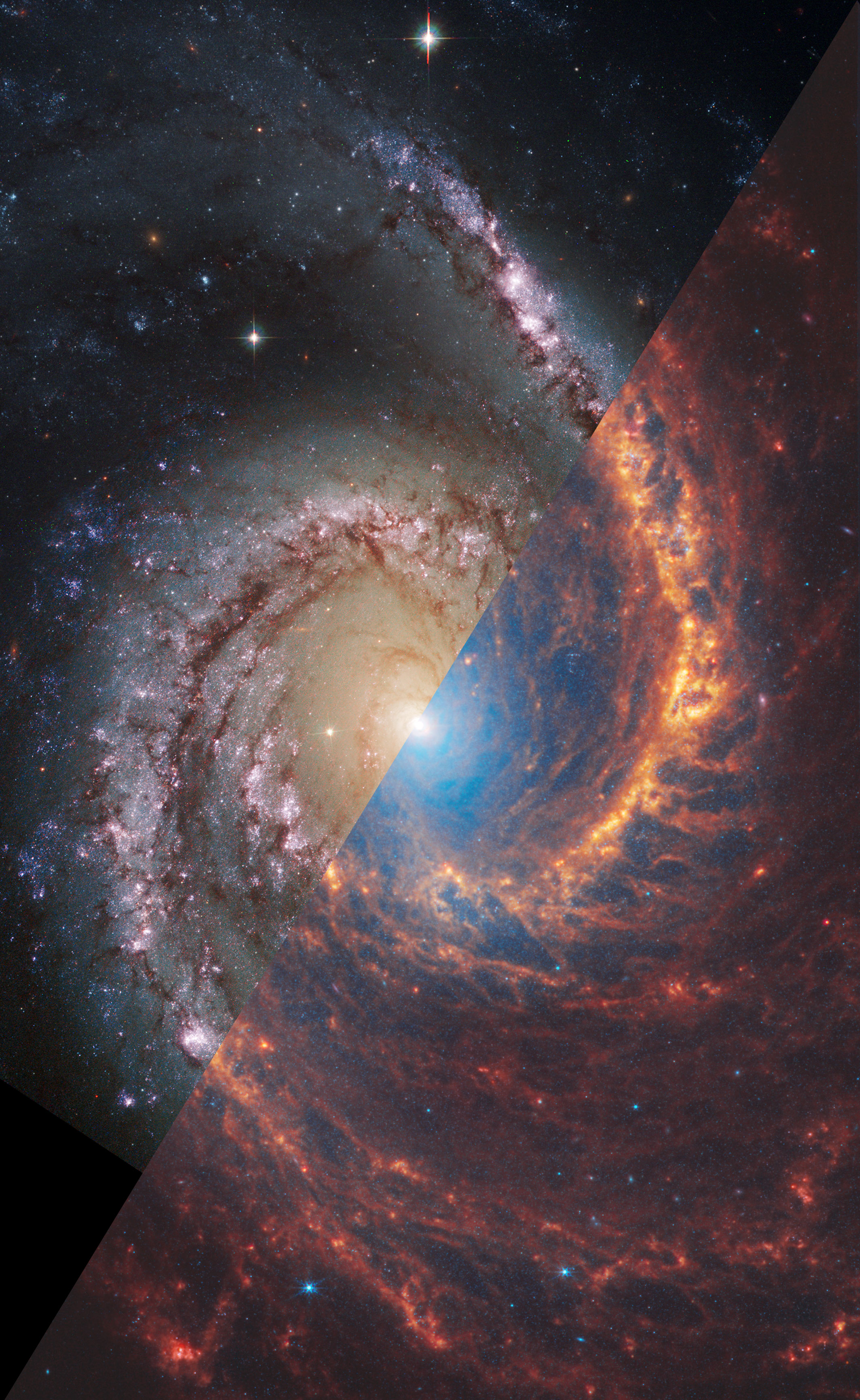
NGC 1566 en ultraviolet, à droite, par le télescope Hubble et en infrarouge par le télescope spatial James Webb.